# Mappingfunktion
Als Mappingfunktion oder Projektionsfunktion wird in einigen Geowissenschaften und in der Astronomie ein mathematisches Modell verstanden, mit dem die Astronomische Refraktion als Funktion des Höhenwinkels dargestellt wird.
So beträgt der Einfluss der Erdatmosphäre auf die Distanzmessung zu extraterrestrischen Objekten – je nach Wetterlage – etwa 2,3 bis 2,5 Meter, wenn das Himmelsobjekt im Zenit des Beobachters steht, d. h. wenn der Messstrahl den kürzestmöglichen Weg durch die Atmosphäre nimmt.
Liegt die Richtung zum Objekt hingegen näher am Horizont, so dass der Strahl einen längeren Weg durch die Atmosphäre zurücklegt, dann kann die erforderliche Reduktion das 10- bis 50-fache betragen: der o. a. Betrag von durchschnittlich 2,4 m ist näherungsweise durch den Sinus des Höhenwinkels zu dividieren.
Die Sinusfunktion gilt jedoch nur für kleine Stücke des Strahls und bei Vernachlässigung der Erdkrümmung. Diese macht ein wesentlich komplizierteres mathematisch-meteorologisches Modell erforderlich, insbesondere für den Einfluss der (vom Beobachter weit entfernten) Hochatmosphäre.
In den 1950er Jahren hat der finnische Geodät Saastamoinen eine solche Formel für die Satellitengeodäsie entwickelt, die je nach gewünschter Genauigkeit mehrere Winkelfunktionen und atmosphärische Konstanten beinhaltet. Die Saastamoinen-Formel ergibt den Refraktions-Betrag auf etwa 1–2 Prozent genau, d. h. auf einige Zentimeter.

## Forschungsstand
Nur mit Weiterentwicklungen werden die Theorie und die wissenschaftliche Praxis den modernen Messgenauigkeiten von einigen Millimetern gerecht. Neuere sehr präzise Modelle für GPS- und VLBI-Messungen stammen u. a. von der NASA und von europäischen Universitäten, z. B. die „Vienna Mapping Function“ (VMF) von Harald Schuh und Johannes Böhm an der TU Wien (siehe auch GNSS und atmosphärische Dichtefunktion).
Auch die Meereshöhe der astronomischen Station oder der Satellitenstation spielt eine Rolle.

## Reduktion der Beobachtungen
Um Genauigkeiten von besser als einigen Metern zu erhalten, müssen alle elektronischen Distanzmessungen zu künstlichen Erdsatelliten (GPS, geodätische und Navigations-Satelliten) und Radioastronomie (Very Long Baseline Interferometry) um den Einfluss der irdischen Lufthülle reduziert werden. Auch die Luftdichte ist dabei genau zu modellieren.
Dadurch wird zwar nicht die Mappingfunktion beeinflusst, wohl aber die in den Formeln enthaltenen sonstigen Parameter – konkret die (geschätzte) integrierte Lufttemperatur (Durchschnittswert durch die gesamte Atmosphäre) und ihr Vertikalgradient, die Formel für die höhenbedingte Abnahme von Luftdruck und Luftfeuchtigkeit usw. Daher ist die Entwicklung solcher mathematisch-physikalischer Modelle nur in interdisziplinärer Zusammenarbeit möglich.